# Aro (juguete)

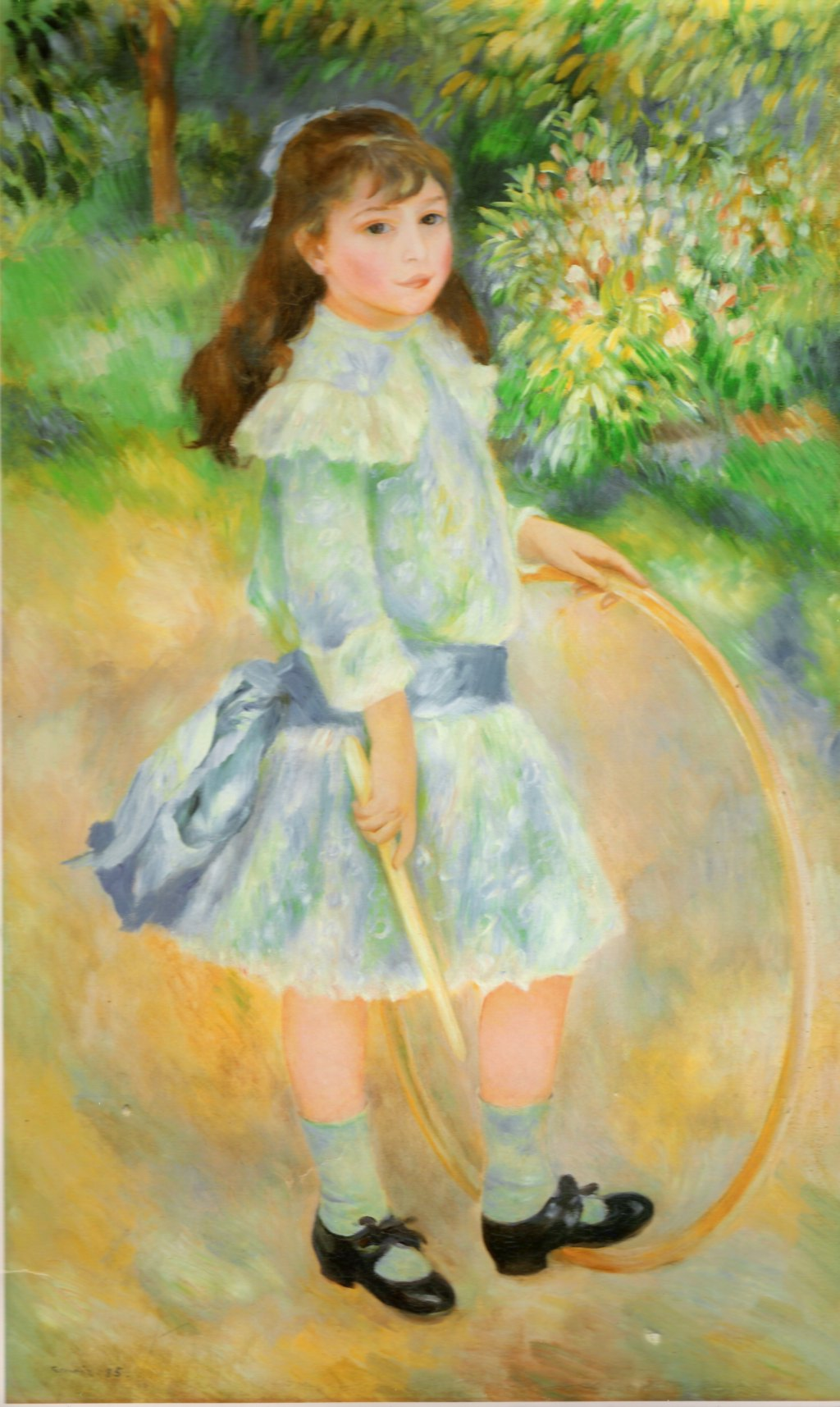
Niña con aro (Renoir).

Un aro es un juguete en forma de circunferencia que los niños usan para jugar, por ejemplo haciéndolo rodar con un palo intentando que no caiga, o hacerlo girar alrededor del cuerpo (hula hoop).
Alrededor del mundo han jugado siempre con aros, haciéndolos girar, balancear y lanzar. Los materiales tradicionales para los aros han incluido sarmientos y hierbas. Los aros fueron inventados en Egipto hace alrededor de 3000 años.
Los aros que se fabrican específicamente como juguetes, se reutilizan objetos diseñados inicialmente para otros usos. Solo se requiere una rueda que puede ser metálica, de madera, de bejuco, etc., pero la más utilizada es el aro o marco de las llantas de los carros que, luego de desechadas, generalmente se las utiliza para hacer materas, aprovechar el caucho para otros usos, como la zapatería, etc. 

## Juegos con aros
- Partida de resistencia. En esta partida  el vencedor es el jugador que consigue mantener más tiempo en pie el aro dándole vueltas con el palo. Si era posible, esta prueba se realizaba en campo abierto resultando ganador el que llegase a mayor distancia sin que se le cayera el aro.
- La pista. Se traza una pista circular en el patio o en el jardín. Resultará vencedor el que dé mayor número de vueltas a la misma en un tiempo dado o bien el que emplee menor número de minutos en dar un determinado número de vueltas en un tiempo previamente fijado.
- El aro loco. Gana la partida el que consigue mantenerse más tiempo dentro de un círculo de dos metros de diámetro haciendo dar vueltas al aro sin que salga del mismo.
- Carrera general. Todos los jugadores se ponen en paralelo y parten hacia una meta distante al menos cien metros. Será vencedor el que primero la alcance.
- Guerra de aros. Puede hacerse en un patio o jardín si son grandes pero es preferible ejecutar el juego en campo abierto para que puedan colocarse dos bandos a una distancia no menor de 300 o 400 metros. A una señal dada, los dos bandos que deberán tener el mismo número de jugadores parten en direcciones encontradas. Cada jugador debe procurar que su aro llegue a la meta opuesta sin haber chocado con otro. Si un equipo llega a su meta sin perder un aro, gana la partida. Si ambos llegan en idénticas circunstancias, la partida se repite. Un aro queda fuera de combate si cae al suelo por choque o por mala dirección de su dueño. Cuando los dos bandos pierden los aros gana la partida el bando que ha perdido menor número de aros.